# Starboy: Legend of the Fall Tour
Starboy: Legend of the Fall Tour foi a sexta turnê do cantor canadense The Weeknd, em apoio ao seu terceiro álbum de estúdio Starboy (2016). Teve início em 17 de fevereiro de 2017 no Ericsson Globe em Estocolmo, Suécia, e concluiu-se em 14 de dezembro do mesmo ano na Perth Arena em Perth, Austrália.

## Antecedentes
Após o sucesso comercial de Beauty Behind the Madness, álbum lançado em 2015, The Weeknd deu os primeiros indícios de que estava gravando novo material através de seu Instagram, chamando-o de o próximo "capítulo" de sua música. O produto final, Starboy, foi anunciado em setembro de 2016, com lançamento marcado para 25 de novembro de 2016. Uma turnê em apoio, ao disco, intitulada Starboy: Legend of the Fall Tour, foi anunciada no mês seguinte, sendo constituída de 46 shows, começando em 17 de fevereiro de 2017 na arena Ericsson Globe em Estocolmo, Suécia, passando por festivais na América do Sul e concluindo em 9 de junho seguinte na U.S. Bank Arena em Cincinnati, Estados Unidos. O rapper Lil Uzi Vert e o cantor Bryson Tiller foram anunciados como atos de abertura da etapa europeia, enquanto que na norte-americana o rapper Belly, a dupla Rae Sremmurd e o cantor 6LACK servirão como atos de abertura.

## Repertório
O repertório abaixo é constituído do concerto feito em 13 de março de 2017, em Birmingham, na Inglaterra, não sendo representativo de todas as apresentações.
1. "All I Know"
2. "Party Monster"
3. "Reminder"
4. "Six Feet Under"
5. "Low Life" / "Might Not"
6. "Often"
7. "Acquainted"
8. "Ordinary Life" / "Stargirl Interlude"
9. "Starboy"
10. "Nothing Without You"
11. "Rockin'"
12. "Secrets" / "Can't Feel My Face"
13. "In the Night"
14. "Earned It"
15. "Wicked Games"
16. "High for This"
17. "The Morning"
18. "Sidewalks"
19. "Crew Love"
20. "Die for You"
21. "I Feel It Coming"

Encore
1. "False Alarm"
2. "House of Balloons / Glass Table Girls"
3. "The Hills"

- O rapper estadunidense Travis Scott participou da apresentação feita em Paris na AccorHotels Arena, cantando "Antitode" e "Goosebumps".[8]
- O rapper canadense Drake participou do segundo show feito em Londres na O2 Arena, cantando "Fake Love", "Jumpman" e "Energy".[9]
- O rapper estadunidense Kendrick Lamar participou do primeiro concerto feito em Inglewood no The Forum, cantando "Sidewalks", sua colaboração com The Weeknd, e "Humble".[10]
- Os shows realizados na Talking Stick Resort Arena e no American Airlines Center, bem como o primeiro no The Forum, contaram com a participação dos atos de abertura no concerto principal: o rapper Belly apresentou sua parceria com The Weeknd, "Might Not", enquanto o cantor apresentou "Black Beatles" com a dupla Rae Sremmurd, e "PRBLMS" com 6LACK.[11][12][10]

## Datas
| Data                    | Cidade           | País           | Local                                         | Atos de abertura           | Público                   | Receita        |
| Europa                  | Europa           | Europa         | Europa                                        | Europa                     | Europa                    | Europa         |
| ----------------------- | ---------------- | -------------- | --------------------------------------------- | -------------------------- | ------------------------- | -------------- |
| 17 de fevereiro de 2017 | Estocolmo        | Suécia         | Ericsson Globe                                | Lil Uzi Vert               | N/A                       | N/A            |
| 19 de fevereiro de 2017 | Oslo             | Noruega        | Oslo Spektrum                                 | Lil Uzi Vert               | N/A                       | N/A            |
| 20 de fevereiro de 2017 | Copenhagen       | Dinamarca      | Royal Arena                                   | Lil Uzi Vert               | N/A                       | N/A            |
| 24 de fevereiro de 2017 | Amsterdã         | Países Baixos  | Ziggo Dome                                    | Lil Uzi Vert Bryson Tiller | N/A                       | N/A            |
| 26 de fevereiro de 2017 | Zurique          | Suíça          | Hallenstadion                                 | Lil Uzi Vert Bryson Tiller | 13,873 / 13,873 (100%)    | US$ 1,008,470  |
| 28 de fevereiro de 2017 | Paris            | França         | AccorHotels Arena                             | Lil Uzi Vert Bryson Tiller | N/A                       | N/A            |
| 2 de março de 2017      | Colônia          | Alemanha       | Lanxess Arena                                 | Lil Uzi Vert Bryson Tiller | N/A                       | N/A            |
| 3 de março de 2017      | Antuérpia        | Bélgica        | Sportpaleis                                   | Lil Uzi Vert Bryson Tiller | 20,831 / 21,678 (96%)     | US$ 914,547    |
| 5 de março de 2017      | Manchester       | Inglaterra     | Manchester Arena                              | Lil Uzi Vert Bryson Tiller | 16,100 / 16,100 (100%)    | US$ 744,005    |
| 7 de março de 2017      | Londres          | Inglaterra     | The O2 Arena                                  | Lil Uzi Vert Bryson Tiller | 34,637 / 36,094 (94%)     | US$ 1,807,250  |
| 8 de março de 2017      | Londres          | Inglaterra     | The O2 Arena                                  | Lil Uzi Vert Bryson Tiller | 34,637 / 36,094 (94%)     | US$ 1,807,250  |
| 10 de março de 2017     | Glasgow          | Escócia        | The SSE Hydro                                 | Lil Uzi Vert Bryson Tiller | 12,263 / 12,263 (100%)    | US$553,377     |
| 11 de março de 2017     | Newcastle        | Inglaterra     | Metro Radio Arena                             | Lil Uzi Vert Bryson Tiller | N/A                       | N/A            |
| 13 de março de 2017     | Birmingham       | Inglaterra     | Barclaycard Arena                             | Lil Uzi Vert Bryson Tiller | N/A                       | N/A            |
| 14 de março de 2017     | Leeds            | Inglaterra     | First Direct Arena                            | Lil Uzi Vert Bryson Tiller | N/A                       | N/A            |
| América do Sul          |                  |                |                                               |                            |                           |                |
| 23 de março de 2017     | Bogotá           | Colômbia       | Parque Deportivo 222                          | —                          | —                         | —              |
| 26 de março de 2017     | São Paulo        | Brasil         | Autódromo de Interlagos                       | —                          | —                         | —              |
| 1º de abril de 2017     | Buenos Aires     | Argentina      | Hipódromo de San Isidro                       | —                          | —                         | —              |
| 2 de abril de 2017      | Santiago         | Chile          | Parque O'Higgins                              | —                          | —                         | —              |
| América do Norte        |                  |                |                                               |                            |                           |                |
| 25 de abril de 2017     | Vancouver        | Canadá         | Rogers Arena                                  | Rae Sremmurd Belly 6LACK   | 15,856 / 15,856 (100%)    | US$ 1,554,350  |
| 26 de abril de 2017     | Seattle          | Estados Unidos | KeyArena                                      | Rae Sremmurd Belly 6LACK   | 13,404 / 13,713 (99.8%)   | US$ 1,096,415  |
| 28 de abril de 2017     | San José         | Estados Unidos | SAP Center                                    | Rae Sremmurd Belly 6LACK   | 15,399 / 15,822 (99.8%)   | US$ 1,551,572  |
| 29 de abril de 2017     | Inglewood        | Estados Unidos | The Forum                                     | Rae Sremmurd Belly 6LACK   | 32,347 / 32,347 (100%)    | US$ 3,372,209  |
| 30 de abril de 2017     | Inglewood        | Estados Unidos | The Forum                                     | Rae Sremmurd Belly 6LACK   | 32,347 / 32,347 (100%)    | US$ 3,372,209  |
| 2 de maio de 2017       | Phoenix          | Estados Unidos | Talking Stick Resort Arena                    | Rae Sremmurd Belly 6LACK   | 14,967 / 16,128 (99.3%)   | US$ 1,094,045  |
| 4 de maio de 2017       | Dallas           | Estados Unidos | American Airlines Center                      | Rae Sremmurd Belly 6LACK   | 15,889 / 15,889 (100%)    | US$ 1,613,233  |
| 6 de maio de 2017       | Houston          | Estados Unidos | Toyota Center                                 | Rae Sremmurd Belly 6LACK   | 13,945 / 13,945 (100%)    | US$ 1,596,519  |
| 9 de maio de 2017       | Nova Orleans     | Estados Unidos | Smoothie King Center                          | Rae Sremmurd Belly 6LACK   | 10,872 / 11,450 (99.5%)   | US$ 829,844    |
| 11 de maio de 2017      | Sunrise          | Estados Unidos | BB&T Center                                   | Rae Sremmurd Belly 6LACK   | 16,144 / 16,802 (99.7%)   | US$ 13,327,402 |
| 12 de maio de 2017      | Tampa            | Estados Unidos | Amalie Arena                                  | Rae Sremmurd Belly 6LACK   | 14,563 / 14,924 (99.9%)   | US$ 1,055,378  |
| 13 de maio de 2017      | Atlanta          | Estados Unidos | Philips Arena                                 | Rae Sremmurd Belly 6LACK   | 15,087 / 15,087 (100%)    | US$ 1,372,065  |
| 17 de maio de 2017      | Charlotte        | Estados Unidos | Spectrum Center                               | Rae Sremmurd Belly 6LACK   | 12,497 / 13,069 (99.6%)   | US$ 934,458    |
| 18 de maio de 2017      | Washington, D.C. | Estados Unidos | Verizon Center                                | Rae Sremmurd Belly 6LACK   | 14,174 / 14,174 (100%)    | US$ 1,404,912  |
| 19 de maio de 2017      | Atlantic City    | Estados Unidos | Boardwalk Hall                                | Rae Sremmurd Belly 6LACK   | 11,717 / 11,717 (100%)    | US$ 1,176,090  |
| 23 de maio de 2017      | Rosemont         | Estados Unidos | Allstate Arena                                | Rae Sremmurd Belly 6LACK   | 13,898 / 14,379 (99.6%)   | US$ 1,408,931  |
| 24 de maio de 2017      | Auburn Hills     | Estados Unidos | The Palace of Auburn Hills                    | Rae Sremmurd Belly 6LACK   | 13,431 / 13,788 (99.8%)   | US$ 1,172,126  |
| 26 de maio de 2017      | Toronto          | Canadá         | Air Canada Centre                             | Rae Sremmurd Belly 6LACK   | 30,243 / 30,243 (100%)    | US$ 2,661,390  |
| 27 de maio de 2017      | Toronto          | Canadá         | Air Canada Centre                             | Rae Sremmurd Belly 6LACK   | 30,243 / 30,243 (100%)    | US$ 2,661,390  |
| 28 de maio de 2017      | Ottawa           | Canadá         | Canadian Tire Centre                          | Rae Sremmurd Belly 6LACK   | N/A                       | N/A            |
| 30 de maio de 2017      | Montreal         | Canadá         | Bell Centre                                   | Rae Sremmurd Belly 6LACK   | 16,203 / 17,611 (92%)     | US$ 1,439,140  |
| 2 de junho de 2017      | Uncasville       | Estados Unidos | Mohegan Sun Arena                             | Rae Sremmurd Belly 6LACK   | 7,455 / 7,813 (94%)       | US$ 951,423    |
| 3 de junho de 2017      | Uniondale        | Estados Unidos | Nassau Veterans Memorial Coliseum             | Rae Sremmurd Belly 6LACK   | 9,907 / 9,907 (100%)      | US$ 989,067    |
| 4 de junho de 2017      | Newark           | Estados Unidos | Prudential Center                             | Rae Sremmurd Belly 6LACK   | 12,548 / 12,548 (100%)    | US$ 1,274,769  |
| 6 de junho de 2017      | Brooklyn         | Estados Unidos | Barclays Center                               | Rae Sremmurd Belly 6LACK   | 27,862 / 29,452 (99.4%)   | US$ 2,866,237  |
| 7 de junho de 2017      | Brooklyn         | Estados Unidos | Barclays Center                               | Rae Sremmurd Belly 6LACK   | 27,862 / 29,452 (99.4%)   | US$ 2,866,237  |
| 9 de junho de 2017      | Cincinnati       | Estados Unidos | U.S. Bank Arena                               | Rae Sremmurd Belly 6LACK   | 12,855 / 13,264 (99.7%)   | US$ 1,042,569  |
| 11 de junho de 2017     | Manchester       | Estados Unidos | Great Stage Park                              | —                          | —                         | —              |
| 17 de junho de 2017     | Dover            | Estados Unidos | The Woodlands of Dover International Speedway | —                          | —                         | —              |
| Europa                  |                  |                |                                               |                            |                           |                |
| 24 de junho de 2017     | Frankfurt        | Alemanha       | Commerzbank-Arena                             | —                          | —                         | —              |
| 28 de junho de 2017     | Roskilde         | Dinamarca      | Animal Showgrounds                            | —                          | —                         | —              |
| 30 de junho de 2017     | Gdynia           | Polônia        | Gdynia-Kosakowo Airport                       | —                          | —                         | —              |
| 1º de julho de 2017     | Helsinque        | Finlândia      | Kaisaniemen Puisto                            | —                          | —                         | —              |
| 4 de julho de 2017      | Bergen           | Noruega        | Bergenhus festning / Koengen                  | Bryson Tiller Cezinando    | —                         | —              |
| 6 de julho de 2017      | Lisboa           | Portugal       | Passeio Marítimo de Algés                     | —                          | —                         | —              |
| 7 de julho de 2017      | Frauenfeld       | Suíça          | Grosse Allmend                                | —                          | —                         | —              |
| 9 de julho de 2017      | Londres          | Inglaterra     | Finsbury Park                                 | —                          | —                         | —              |
| 13 de julho de 2017     | Benicàssim       | Espanha        | Costa Azahar                                  | —                          | —                         | —              |
| 15 de julho de 2017     | Dublin           | Irlanda        | Marlay Park                                   | —                          | —                         | —              |
| 22 de julho de 2017     | Paris            | França         | Hippodrome de Longchamp                       | —                          | —                         | —              |
| América do Norte        |                  |                |                                               |                            |                           |                |
| 6 de agosto de 2017     | Montreal         | Canadá         | Parc Jean-Drapeau                             | —                          | N/A                       | N/A            |
| 6 de setembro de 2017   | University Park  | Estados Unidos | Bryce Jordan Center                           | Gucci Mane Nav             | 9,434 / 9,988 (95.5%)     | US$ 630,364    |
| 9 de setembro de 2017   | Toronto          | Canadá         | Air Canada Centre                             | French Montana Nav         | 15,652 / 15,652 (100%)    | US$ 1,579,990  |
| 12 de setembro de 2017  | Boston           | Estados Unidos | TD Garden                                     | Gucci Mane Nav             | 10,446 / 10,984 (94.9%)   | US$ 1,078,385  |
| 15 de setembro de 2017  | Washington, D.C. | Estados Unidos | Capital One Arena                             | Gucci Mane Nav             | 12,136 / 13,395 (90.5%)   | US$ 1,001,633  |
| 16 de setembro de 2017  | Filadélfia       | Estados Unidos | Wells Fargo Center                            | Gucci Mane Nav             | 8,781 / 11,764 (74.5%)    | US$ 715,129    |
| 19 de setembro de 2017  | Columbus         | Estados Unidos | Schottenstein Center                          | Gucci Mane Nav             | 9,850 / 12,437 (79%)      | US$ 623,740    |
| 20 de setembro de 2017  | Indianápolis     | Estados Unidos | Bankers Life Fieldhouse                       | Gucci Mane Nav             | 10,835 / 11,592 (93.4%)   | US$ 702,018    |
| 22 de setembro de 2017  | Las Vegas        | Estados Unidos | T-Mobile Arena                                | —                          | —                         | —              |
| 24 de setembro de 2017  | Saint Paul       | Estados Unidos | Xcel Energy Center                            | Gucci Mane Nav             | 13,243 / 13,795 (96%)     | US$ 1,043,627  |
| 26 de setembro de 2017  | Kansas City      | Estados Unidos | Sprint Center                                 | Gucci Mane Nav             | 9,439 / 10,073 (93.7%)    | US$ 746,571    |
| 27 de setembro de 2017  | Lincoln          | Estados Unidos | Pinnacle Bank Arena                           | Gucci Mane Nav             | 10,442 / 10,950 (94.3%)   | US$ 661,139    |
| 29 de setembro de 2017  | Denver           | Estados Unidos | Pepsi Center                                  | Gucci Mane Nav             | 12,671 / 13,205 (96%)     | US$ 1,226,637  |
| 2 de outubro de 2017    | Edmonton         | Canadá         | Rogers Place                                  | French Montana Nav         | N/A                       | N/A            |
| 5 de outubro de 2017    | Vancouver        | Canadá         | Rogers Arena                                  | French Montana Nav         | 14,903 / 14,903 (100%)    | US$ 1,423,470  |
| 6 de outubro de 2017    | Portland         | Estados Unidos | Moda Center                                   | Gucci Mane Nav             | N/A                       | N/A            |
| 8 de outubro de 2017    | Oakland          | Estados Unidos | Oracle Arena                                  | Gucci Mane Nav             | 12,065 / 12,065 (100%)    | US$ 1,304,635  |
| 11 de outubro de 2017   | Sacramento       | Estados Unidos | Golden 1 Center                               | Gucci Mane Nav             | 14,381 / 14,381 (100%)    | US$ 1,263,582  |
| 13 de outubro de 2017   | Anaheim          | Estados Unidos | Honda Center                                  | Gucci Mane Nav             | N/A                       | N/A            |
| 14 de outubro de 2017   | Las Vegas        | Estados Unidos | T-Mobile Arena                                | Gucci Mane Nav             | 12,381 / 12,717 (99.7%)   | US$ 1,065,378  |
| 17 de outubro de 2017   | Houston          | Estados Unidos | Toyota Center                                 | Gucci Mane Nav             | 9,624 / 9,624 (100%)      | US$ 835,030    |
| 19 de outubro de 2017   | San Antonio      | Estados Unidos | AT&T Center                                   | Gucci Mane Nav             | N/A                       | N/A            |
| 21 de outubro de 2017   | Tulsa            | Estados Unidos | BOK Center                                    | Gucci Mane Nav             | N/A                       | N/A            |
| 24 de outubro de 2017   | Miami            | Estados Unidos | American Airlines Arena                       | Gucci Mane Nav             | N/A                       | N/A            |
| 28 de outubro de 2017   | Colúmbia         | Estados Unidos | Colonial Life Arena                           | Gucci Mane Nav             | N/A                       | N/A            |
| 29 de outubro de 2017   | Nashville        | Estados Unidos | Bridgestone Arena                             | Gucci Mane Nav             | 15,987 / 15,987 (100%)    | US$ 1,184,120  |
| 1º de novembro de 2017  | Detroit          | Estados Unidos | Little Caesars Arena                          | Gucci Mane Nav             | N/A                       | N/A            |
| 2 de novembro de 2017   | Chicago          | Estados Unidos | United Center                                 | Gucci Mane Nav             | N/A                       | N/A            |
| Oceania                 |                  |                |                                               |                            |                           |                |
| 29 de novembro de 2017  | Auckland         | Nova Zelândia  | Spark Arena                                   | French Montana Nav         | N/A                       | N/A            |
| 2 de dezembro de 2017   | Sydney           | Austrália      | Qudos Bank Arena                              | French Montana Nav         | 32,881 / 32,881 (100%)    | US$ 3,051,370  |
| 3 de dezembro de 2017   | Sydney           | Austrália      | Qudos Bank Arena                              | French Montana Nav         | 32,881 / 32,881 (100%)    | US$ 3,051,370  |
| 6 de dezembro de 2017   | Brisbane         | Austrália      | Brisbane Entertainment Centre                 | French Montana Nav         | 11,431 / 11,431 (100%)    | US$ 1,062,510  |
| 8 de dezembro de 2017   | Melbourne        | Austrália      | Rod Laver Arena                               | French Montana Nav         | 26,539 / 26,539 (100%)    | US$ 2,511,580  |
| 9 de dezembro de 2017   | Melbourne        | Austrália      | Rod Laver Arena                               | French Montana Nav         | 26,539 / 26,539 (100%)    | US$ 2,511,580  |
| 11 de dezembro de 2017  | Adelaide         | Austrália      | Adelaide Entertainment Centre                 | French Montana Nav         | N/A                       | N/A            |
| 14 de dezembro de 2017  | Perth            | Austrália      | Perth Arena                                   | French Montana Nav         | 10,737 / 11,295 (95%)     | US$ 944,664    |
| Total                   | Total            | Total          | Total                                         | Total                      | 742,825 / 765,304 (97.1%) | US$ 63,475,365 |

### Apresentações canceladas
| Data               | Cidade      | País   | Local            | Motivo                |
| ------------------ | ----------- | ------ | ---------------- | --------------------- |
| 31 de maio de 2017 | Quebec City | Canadá | Videotron Centre | Intoxicação alimentar |